# Bachir Belloumi
Bachir Belloumi (en arabe : بشير بلومي), né le 1er juin 2002 à Mascara, est un footballeur algérien qui évolue au poste de milieu de terrain à Hull City. Il est le fils de l'ancien footballeur algérien Lakhdar Belloumi.

## Biographie

### Carrière en club
Né le 1er juin 2002, Bachir Belloumi est inscrit par son père, Lakhdar, à l'école de football du GC Mascara à l'âge de six ans. Il fait ses gammes dans le club de sa ville natale en passant par toutes les catégories jeunes. Très précoce, il gravit assez vite les échelons si bien que dès 2018, il est surclassé en senior alors qu'il n'est encore qu'en deuxième année cadet. La saison suivante, sa première année junior, il joue également avec l'équipe fanion du Ghali, en troisième division. En mars 2020, il est mis à l'essai par le club français du Angers SCO mais se dirige finalement vers le MC Oran, en D1 algérienne.
En effet, le 25 août 2020, Bachir Belloumi signe une licence U19 au MC Oran avec l'intention d'intégrer l'équipe première, avec le soutien du président du club, Tayeb Mehiaoui, mais contre l'avis de l'entraîneur en chef, Bernard Casoni. Ce n'est qu'une fois ce dernier limogé, le 13 janvier 2021, que Bachir peut jouer ses premières minutes avec les seniors, le 16 janvier, en entrant en cours de match face au CR Belouizdad lors de la huitième journée du championnat. Il marque son premier but en professionnel, le 12 février, lors d'une large victoire 6-0 sur l'US Biskra avant de marquer de nouveau contre le CS Constantine puis le WA Tlemcen.
À la fin de la saison, Bachir Belloumi se plaint de salaires impayés auprès de la Chambre nationale de résolution des litiges (CNRL) et parvient, le 19 septembre 2021, à résilier son contrat avec le MC Oran. Il est alors annoncé de retour chez les seniors du GC Mascara, son club formateur qui vient d'accéder en Ligue 2, mais son frère dément cette rumeur. Le jeune joueur entame donc la saison 2021-2022 sans club mais, le 22 novembre, accompagné de son père, il part en France afin d'effectuer des essais avec la réserve du Paris FC.
Cette période d'essai s'avère finalement non concluante et Bachir Belloumi reste toujours sans club. Il change cependant de cap et se dirige, trois mois plus tard, vers le Portugal où il signe, le 27 février 2022, au profit de l'équipe de deuxième division, le SC Farense. Il intègre l'effectif des moins de 23 ans, qui joue dans le championnat de jeunes, la Liga Revelação.

### Carrière internationale
Sur le plan international, Bachir Belloumi est convoqué pour la première fois en équipe d'Algérie des moins de 20 ans en janvier 2020, dans le cadre de la préparation de la Coupe arabe des moins de 20 ans. En décembre 2020, il participe avec l'équipe au tournoi de l'UNAF des moins de 20 ans en Tunisie, qualificatif pour la Coupe d'Afrique des nations des moins de 20 ans 2021. L'équipe termine quatrième et ne parvient pas à se qualifier, mais Belloumi se distingue en inscrivant l'unique but de l'Algérie dans ce tournoi et en réalisant une bonne prestation face à la Tunisie.
Le 17 juin 2021, Bachir Belloumi est convoqué pour la première fois par le sélectionneur Madjid Bougherra, pour jouer avec l'équipe d'Algérie A' qui affronte le Liberia dans un match amical entrant dans le cadre de préparation de l'équipe aux prochaines compétitions, et aussi pour l'inauguration du stade olympique d'Oran.
Le 6 octobre 2023, il est convoqué pour la première fois par le sélectionneur Djamel Belmadi en équipe d'Algérie (première) pour les matchs amicaux ce mois-ci contre le Cap-Vert et l'Égypte.

## Statistiques

### En club
| Saison                | Club                  | Championnat           | Championnat | Championnat | Championnat | Coupe nationale | Coupe nationale | Coupe nationale | Coupe de la Ligue | Coupe de la Ligue | Coupe de la Ligue | Total | Total | Total |
| Saison                | Club                  | Division              | M.          | B.          | P.d.        | M.              | B.              | P.d.            | M.                | B.                | P.d.              | M.    | B.    | P.d.  |
| 2020-2021             | MC Oran               | Ligue 1               | 28          | 3           | 4           | -               | -               | -               | 3                 | 0                 | 0                 | 31    | 3     | 4     |
| 2022-2023             | SC Farense            | Segunda Liga          | 1           | 0           | 0           | 1               | 0               | 0               | 1                 | 0                 | 0                 | 3     | 0     | 0     |
| 2023-2024             | SC Farense            | Liga                  | 33          | 7           | 4           | -               | -               | -               | 2                 | 0                 | 1                 | 35    | 7     | 5     |
| 2024-2025             | SC Farense            | Liga                  | 3           | 0           | 0           | -               | -               | -               | -                 | -                 | -                 | 3     | 0     | 0     |
| Sous-total            | Sous-total            | Sous-total            | 37          | 7           | 4           | 1               | 0               | 0               | 3                 | 0                 | 1                 | 41    | 7     | 5     |
| 2024-2025             | Hull City             | Championship          | 10          | 2           | 2           | -               | -               | -               | -                 | -                 | -                 | 10    | 2     | 2     |
| 2025-2026             | Hull City             | Championship          | -           | -           | -           | -               | -               | -               | -                 | -                 | -                 | 0     | 0     | 0     |
| Sous-total            | Sous-total            | Sous-total            | 10          | 2           | 2           | -               | -               | -               | -                 | -                 | -                 | 10    | 2     | 2     |
| Total sur la carrière | Total sur la carrière | Total sur la carrière | 75          | 12          | 10          | 1               | 0               | 0               | 6                 | 0                 | 1                 | 82    | 12    | 11    |

## Distinctions personnelles
- joueur GoalPoint du mois d'avril 2024 de la Liga [15]
- reçu le prix "Révélation du Moment" du mois d'avril 2024 décerné par la chaine portugaise Sport TV.[16]
- élu meilleur joueur du mois de septembre 2024 de Hull City[17]